# Венеција (Тревизо)
Венеција (итал. Venezia) је насеље у Италији у округу Тревизо, региону Венето.
Према процени из 2011. у насељу је живело 31 становника. Насеље се налази на надморској висини од 96 м.